# Château de Montoy
Le château de Montoy à Montoy-Flanville en Moselle est un bâtiment à trois niveaux remanié au XVIIIe siècle.

## Description
Autour, il ne subsiste que quelques éléments : dans le prolongement de l'aile nord, la haute tour carrée de la garde (XVIe siècle), primitivement plus élevée, et dans le prolongement de l'aile sud la tour ronde dite de la chapelle. Le château fut très fortement restauré, notamment après 1965. On peut également noter l'existence d'un pigeonnier à l'arrière du domaine ainsi que les sépultures des familles Brazy-Durand d'Aunoux dans la chapelle actuellement désaffectée.

## Histoire

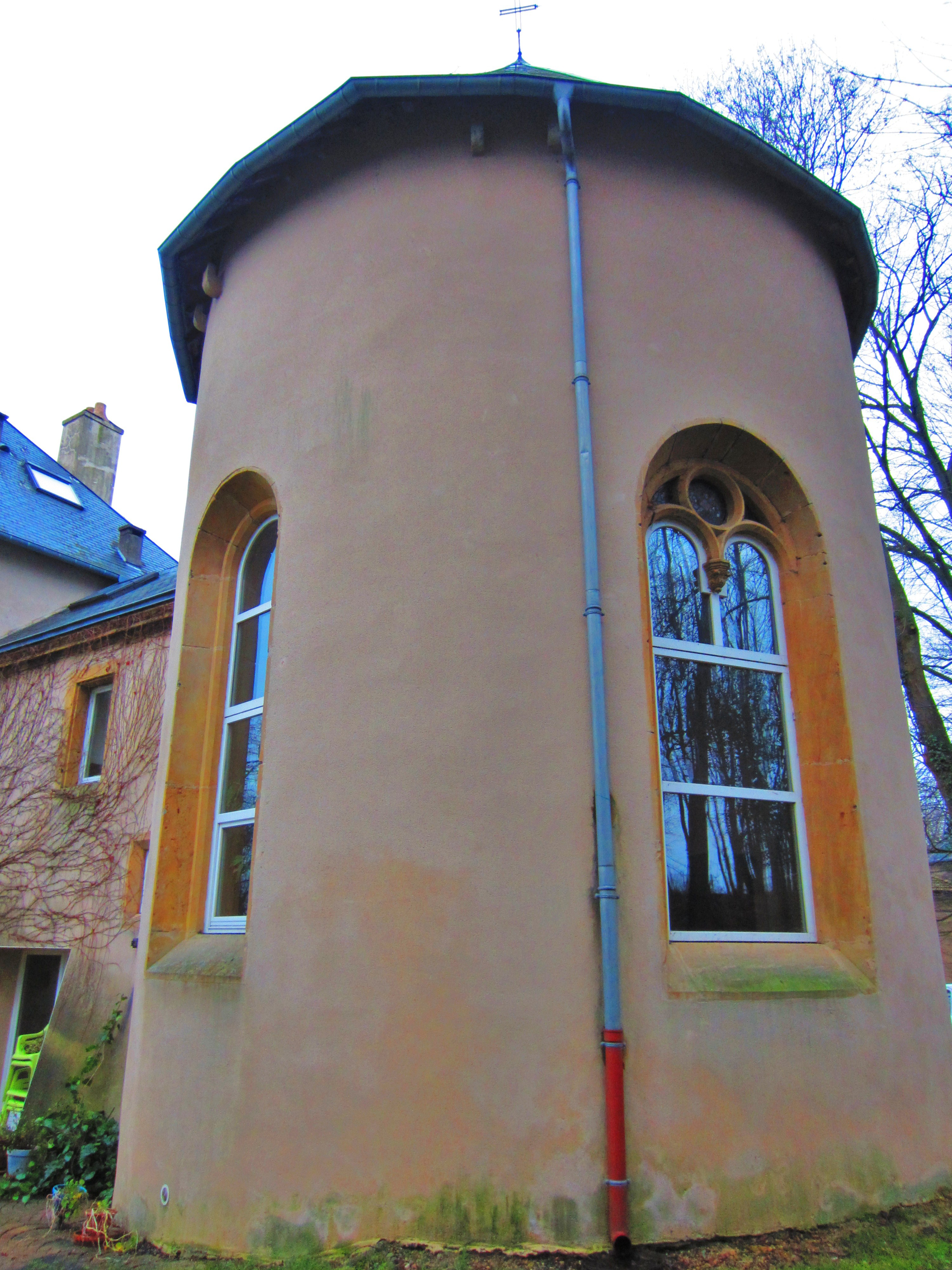
Chapelle castrale

Le château appartenait vers 1480 à Jean Cheverson, maitre-échevin de Metz en 1476. Il fut assiégé et incendié en 1518 par plus de 3 000 hommes sous les ordres de Franz von Sickingen lors d'une expédition punitive contre la ville de Metz.
Michel Chaverson fit rebâtir le château, qu'il transforma en une solide forteresse. Sa fille Philippine l'apporta en dot en 1531 à Robert de Heu, seigneur de Clervant, important chef huguenot, maître-échevin de Metz en 1533 et 1541. En 1542, sous l’échevinat de son frère Gaspard, Robert fait venir prêcher Guillaume Farel à Metz. Le château de Montoy devient un haut lieu de la Réforme en Pays Messin.
Le château vendu en 1618 par Nicole de Vienne, changea alors souvent de propriétaires. Au XVIIIe siècle, il appartint à des officiers du Parlement de Metz, Armand-Philippe Charuel, président à mortier, puis en 1748 à Jean-Nicolas Brazy, conseiller. Il passa ensuite à son fils Pierre, puis après 1834 par héritage, à Louis Durand d'Aunoux, lieutenant-colonel de cavalerie et à sa femme Adélaïde-Louise de Larminat, décédés sans postérité.
En 1885, le baron Pierre-Louis de Larminat vendit le domaine avec le château et la chapelle à Dominique Juste, de Verny.
Aujourd'hui il est entièrement réaménagé en plusieurs appartements.